# A/2020 M4
A/2020 M4 est un damocloïde, transneptunien circulant sur une orbite est très allongée, il s'approche à proximité de l'orbite de Jupiter et s'éloigne jusqu'à une distance d'environ sept cents fois la distance de Neptune.